# Azeta sera
Azeta sera är en fjärilsart som beskrevs av Walker 1858. Azeta sera ingår i släktet Azeta och familjen nattflyn. Inga underarter finns listade i Catalogue of Life.